# Control de gestión
El control de gestión es el proceso administrativo de planear, ejecutar y controlar la calidad y el cumplimiento de las estrategias y objetivos propuestos por las organizaciones, tanto privadas como públicas.
Existen diferencias importantes entre las concepciones clásica y moderna de control de gestión. La primera es aquella que incluye únicamente al control operativo y que lo desarrolla a través de un sistema de información relacionado con la contabilidad de costos, mientras que la segunda integra muchos más elementos y contempla una continua interacción entre la gestión con la planificación y el control. El nuevo concepto de control de gestión es pleno e integrado al incluir al propio proceso administrativo y requiere  una orientación estratégica que dote de sentido sus aspectos más operativos.

## Sistema de control de gestión
El SCG cuenta con el diagnóstico o análisis para entender las causas raíces que condicionan el comportamiento de los sistemas físicos, permite establecer los vínculos funcionales que ligan las variables técnicas-organizativas-sociales con el resultado económico de la empresa y es el punto de partida para la mejora de los estándares; mediante la planificación orienta las acciones en correspondencia con las estrategias trazadas, hacia mejores resultados; y, finalmente, cuenta con el control para saber si los resultados satisfacen los objetivos trazados.

## Introducción y resumen
Taylor (1895) fue uno de los iniciadores del CG industrial, introdujo la contabilidad analítica, el cronometraje de los tiempos de mano de obra directa, los estándares, la asignación de los costos indirectos, la remuneración por rendimientos. Brown (1907) estableció la fórmula de la rentabilidad del capital. Todavía hoy se observan muchos ejemplos en las empresas el CG gira en torno al control de la eficiencia interna de la empresa, centrando su atención en los recursos que consume, en el beneficio inmediato y en la información financiera exterior.
En la segunda mitad del siglo XX han ocurrido cambios sustanciales del entorno, el cual ha pasado de estable con reglas de juego fijas, a turbulento y muy competitivo. Estos cambios de entorno han desencadenado en las empresas un gran número de cambios internos, en variables tales como la orientación hacia el cliente, el desarrollo tecnológico y la innovación, el papel rector de la dirección estratégica, los enfoques de calidad, el rol de los recursos humanos en la organización, la gestión de la información y otros. El éxito empresarial por lo tanto, exige una continua adaptación de la empresa a su entorno y la competitividad se convierte en el criterio económico por excelencia para orientar y evaluar el desempeño dentro y fuera de la empresa.

## Desarrollo
- Acerca de la definición de control de gestión (CG)

Según García (1975), el control de gestión (CG) es ante todo un método, un medio para conducir con orden el pensamiento y la acción, lo primero es prever, establecer un pronóstico sobre el cual fijar objetivos y definir un programa de acción. Lo segundo es controlar, comparando las realizaciones con las previsiones al mismo tiempo que se ponen todos los medios para compensar las diferencias constatadas.
Blanco (1984) plantea que la moderna filosofía del CG presenta la función de control como el proceso mediante el cual los directivos se aseguran de la obtención de recursos y del empleo eficaz y eficiente de los mismos en el cumplimiento de los objetivos de la empresa.
La gestión es una mezcla de decisiones locales con objetivos globales de la compañía, según lo ve Goldratt (1990), desde su teoría sobre gestión de las limitaciones (TOC), precisando que el control es una parte del sistema de información que responde a una de las preguntas gerenciales más perturbadoras: ¿cómo medir objetiva y constructivamente el desempeño local pasado?
Según Huge Jordan (1995), el CG es un instrumento de la gestión que aporta una ayuda a la decisión y sus útiles de dirección van a permitir a los directores alcanzar los objetivos; es una función descentralizada y coordinada para la planificación de objetivos, acompañada de un plan de acción y la verificación de que los objetivos han sido alcanzados.
A partir de 1990, aparece el término controlling (4) en Alemania, España y Estados Unidos. El salto cualitativo no está en la definición misma de control de gestión, sino en lo que enfatiza ahora la literatura con este término: las nuevas características que debe presentar el control de gestión ante el cambio radical que está operándose en los modelos de perfeccionamiento empresarial. Kupper (1992) lo ve como un medio de coordinación de las numerosas partes del sistema de management. Pacher-Theinburg (1992) subraya la significación del controlling por la integración alcanzada entre las funciones de planificación y control. García Echevarría (1994) resalta tanto su dimensión estratégica y global de la empresa como su dimensión específica en la función que se dirige. El controlling, como el control de gestión, orientado más hacia el futuro que al pasado y donde se ve fundamentalmente a la empresa desde afuera de sí misma, integrada con el cliente y la competencia.
Si continuáramos citando autores, se comprobaría que la definición de CG no es única, varía con cada autor y con el transcurso de los años, ya que el constante cambio del entorno empresarial conduce a una evolución en la forma de pensar y actuar, así como en los métodos y herramientas empleadas para dirigir una organización. 
Repasando diferentes definiciones sobre control de gestión se observa que:
- Todos los autores reconocen que los objetivos son la categoría rectora, porque el proceso de toma de decisiones está orientado a alcanzar los objetivos marcados y luego estos son el patrón para evaluar a la gestión, o sea el grado en que los resultados de la gestión se acercan a los objetivos previamente establecidos. El control de gestión se relaciona con las actividades siguientes: formulación de objetivos, fijación de estándares, programas de acción (presupuestos), utilización de recursos, medición de resultados (verificación), análisis de desviaciones, corrección del desempeño o mejora.

- Se diferencia entre el concepto de gestión, control de gestión y la función de control, pero no se observa la misma precisión al establecer sus fronteras. Algunos consideran que el control de gestión comprende tanto la etapa de previsión como la etapa de control o verificación propiamente dicha; otros lo ven más cercano a la ejecución y verificación; para otro, abarca los procesos de asignación de recursos, el seguimiento de las acciones y la evaluación del resultado.

- En este marco se considera que la gestión comprende todos los procesos descritos anteriormente puesto que constituyen la vía para concretar y alcanzar la política general de la empresa, y por ende incluye al control de gestión como su herramienta para evaluar si las decisiones que se toman al asignar y utilizar los recursos, se alejan o se acercan a los objetivos. También se considera que el control de gestión no debe ser reducido a la función de control (entendido como evaluación y corrección del desempeño solamente) sino que comprende también la fase de planificación (porque durante el proceso de definir objetivos se determinan las formas de medirlos, y su cuantificación en el estándar), que a su vez está determinada por los procesos de mejoramiento que son los que le otorgan la capacidad de diagnóstico al control de gestión.

- Autores como Goldratt llaman la atención sobre el papel de la gestión y el CG como un puente entre los objetivos globales y los objetivos locales, reflejando la problemática existente de que muchos sistemas de control de gestión (SCG) se quedan en la medición de los objetivos globales de la compañía pero son incapaces de medir si los desempeños locales van contribuyendo o no al alcance de los objetivos globales. Resulta contrastante que en todas las definiciones se asocia al CG con la noción de medir y, sin embargo, una de las problemáticas no resueltas en lo referente a los SCG son los sistemas de información, que se quedan en la superficie o en lo global. Muchos CG son buenos para asignar tareas y recursos por departamentos, pero ineficientes para evaluar si el desempeño local contribuye o no al desempeño de la organización.

- La mayor parte de la bibliografía consultada identifica, explícita o implícitamente, al CG con el control económico solamente, basado en la ventaja de la homogeneidad que ofrecen las medidas monetarias.

Aquí se considera que el CG debe ofrecer información homogénea en la medida que asciende en la pirámide de información para ofrecer información agregada sobre estados o resultados pero cuando se avanza en sentido contrario, lo que se maneja es información sobre decisiones, algunas tan directas y heterogéneas como lo son las relativas a los procesos sobre los que actúan. En estas condiciones, la problemática a resolver por el CG es servir de puente entre los resultados económicos y las decisiones que se toman sobre los procesos físicos de la empresa poniendo de manifiesto sus vínculos funcionales.
- En la mayor parte de las definiciones de gestión y control de gestión consultadas no se especifica quién es el sujeto de dirección y cuando lo hacen se refieren a los managers o directivos denotándose un enfoque tradicional del control de gestión donde el personal es considerado como un recurso más de la producción cuya utilización debe ser calculada al menor costo posible; los trabajadores no se ven formando parte efectivamente del sistema ni participan de forma activa en el proceso de toma de decisiones.

- Sin embargo, solo a través de la implicación de todo el personal, una empresa puede dar respuesta a las exigencias de flexibilidad y capacidad de reacción que le plantea hoy el cambio de entorno.(3) Pierden competitividad aquellas organizaciones que mantienen una división entre los que piensan y los que actúan; se abren paso las organizaciones inteligentes (learning organizations) que se basan en el aprendizaje y la gestión del conocimiento, lo que equivale a que los recursos humanos se convierten en el principal factor diferenciador en el actual contexto.

- Hasta la década de 1970, es una tendencia considerar al CG como verificación de lo realizado, más que un proceso de aprendizaje y mejoramiento permanente del desempeño.

- Solo algunos autores subrayan el CG subordinado a la planificación estratégica. (1)(5)(12) Aspecto muy importante si de entornos turbulentos se trata, puesto que la gestión solo conducirá a resultados exitosos si previamente se ha marcado la meta y la estrategia para alcanzarla.

- La consideración anterior conduce a otra muy importante y es que la gestión y el CG subordinados al planteamiento estratégico ofrecen una visión dinámica, de cambio en el diseño de los SCG, los cuales deben modificarse a la velocidad con que cambian las estrategias. A esto Lorino le llama "el problema de la coherencia entre la estrategia y las reglas de gestión"

## Componentes de un Sistema de Control de Gestión
La Editorial Profit cuenta con una serie de libros que enumeran varios componentes del Sistema de Control de Gestión.  Es importante mencionar algunos de ellos para comprender cómo es que en conjunto representan un tablero de indicadores que muestra cual es la situación de una empresa con respecto a su estrategia y recursos:
- Determinación del Plan Estratégico
- El establecimiento de un responsable o Controller
- La definición del catálogo de cuentas y centros de costos.
- El establecimiento de un sistema de control interno.
- El uso de un sistema informático para la contabilidad.
- La determinación de riesgos fiscales.
- Utilización de técnicas de Benchmarking.
- El establecimiento de un Sistema de Costos.
- Sistema de detección de riesgos.
- Elaboración de un Presupuesto.
- Determinación de indicadores de desempeño en cada una de las áreas de la empresa.
- Sistema de compensaciones o retribuciones variables en función al alcance de metas.
- Definición del proceso de cierre mensual.
- Determinación del reporte financiero mensual.
- Determinación del reporte de Control de Gestión mensual.

Por mencionar un ejemplo, Rieckhof menciona la importancia de medir y mejorar los recursos naturales. El impacto ambiental de las empresas es uno más de los componentes del Control de Gestión;
"Challenged by decreasing natural resources, corporations need to significantly improve their resource efficiency. For the purpose of a more efficient and sustainable use of natural resources, the internationally standardized approach of MFCA is a promising tool. However, goals such as resource efficiency can only be achieved if corporations commit themselves to these targets on a strategic level and transfer them to all corporate levels by using MCS. Thus, MFCA requires an increased interrelation with MCS, which can drive corporate strategy toward resource efficiency".

## Conclusiones
- El CG es un proceso que sirve para guiar la gestión hacia los objetivos de la organización y un instrumento para evaluarla. Su definición ha evolucionado en la medida que cambia el modelo de funcionamiento empresarial ante las exigencias del entorno.

## Principios de Control
Los sistemas de control se basan en una serie de principios básicos, los cuales permiten alcanzar los objetivos propuestos por todo sistema de control. A saber son:
- Uso de la Contabilidad como elemento informativo
- Economía del Control
- Control por excepción
- Control por responsabilidades
- Integración de los sistemas de control
- Coincidencia entre el presupuesto y el plan de cuentas contable
- Información pertinente, precisa, sintética y oportuna
- Medidas adecuadas como consecuencia del control